# Белко, Андрей Иосифович
Андрей Иосифович Белко (род. 13 октября 1930, д. Прудцы, Щучинский повет, Новогрудское воеводство, Польская Республика) — сталевар Минского тракторостроительного производственного объединения Министерства тракторного и сельскохозяйственного машиностроения СССР. Герой Социалистического Труда (1976).
Окончил машиностроительный техникум в 1962 году. В 1954—1978 годах — сталевар на Минском тракторном заводе.
Указом Президиума Верховного Совета СССР от 16 марта 1976 года за успехи в выполнении заданий 9-го пятилетнего плана был удостоен звания Героя Социалистического Труда с вручением ордена Ленина и золотой медали «Серп и Молот».
Депутат Верховного Совета БССР в 1975—1980 годах.